# Túnel de Pont Pla
El túnel de Pont Pla es un túnel situado en el Principado de Andorra. Une las localidades de Andorra la Vieja y La Massana. Es de tubo único, con dos sentidos de circulación y una longitud de 1260 metros. La construcción del mismo fue dirigida por la empresa catalana Euro Geotecnica. Fue inaugurado en 2006.
Según el X Informe Europeo de Evaluación de Túneles (EuroTAP), publicado en 2008, el de Pont Pla es el túnel más seguro de Europa. Entre otras medidas de seguridad cuenta con apartaderos de descanso cada 310 metros, teléfonos de emergencia cada 160 metros y extintores de incendios cada 45 metros. Asimismo posee un sistema de detección de incendio automático y control centralizado de la ventilación. 
En 2008 tenía un tráfico de 12.860 vehículos al día.